# Географски региони Србије
Ово је списак неких географских и традиционалних региона Србије. Региони који су у Панонској низији су подељени рекама, док су они у планинским деловима углавном подељени планинама. Тамо где постоје високе планине, границе региона прате врхове планина. Неким регионима су границе долине река (ти региони се углавном преклапају са другим регионима). Региони најчешће добијају назив по рекама које протичу кроз њих, на пример, регион око Дрине је Подриње.
Ови региони немају никакав званични статус. Неки од њих се преклапају, или немају јасно одређене границе.

## Региони уВојводини
- Бачка
  - Шајкашка
  - Телечка
  - Горњи Брег
- Банат
  - Велики Рит
  - Горње Ливаде
  - Панчевачки Рит
- Мачва
- Подунавље
- Посавина
- Потисје
- Поморишје
- Срем
  - Подлужје

## Региони уцентралној Србији
- Браничево
- Власина
- Гружа
- Звижд
- Јабланица
- Кључ
- Колубара
- Мачва
- Моравица
- Неготинска Крајина
- Нишава
- Пчиња
- Подриње
- Подунавље
- Полимље
- Поморавље
- Пореч
- Посавина
- Поцерина
- Расина
- Рашка
- Санџак
- Стари Влах
  - Златибор
- Стиг
- Тимочка Крајина
- Топлица
- Црна Река
- Хомоље
- Шумадија

## Региони наКосову и Метохији
- Гора
- Косово
  - Голак
  - Мало Косово
- Метохија
- Косовско Поморавље